# Турбогвинтовий двигун

Схема турбогвинтового двигуна: 1 — повітряний гвинт; 2 — редуктор; 3 — турбокомпресор.

Кольорова схема турбогвинтового двигуна

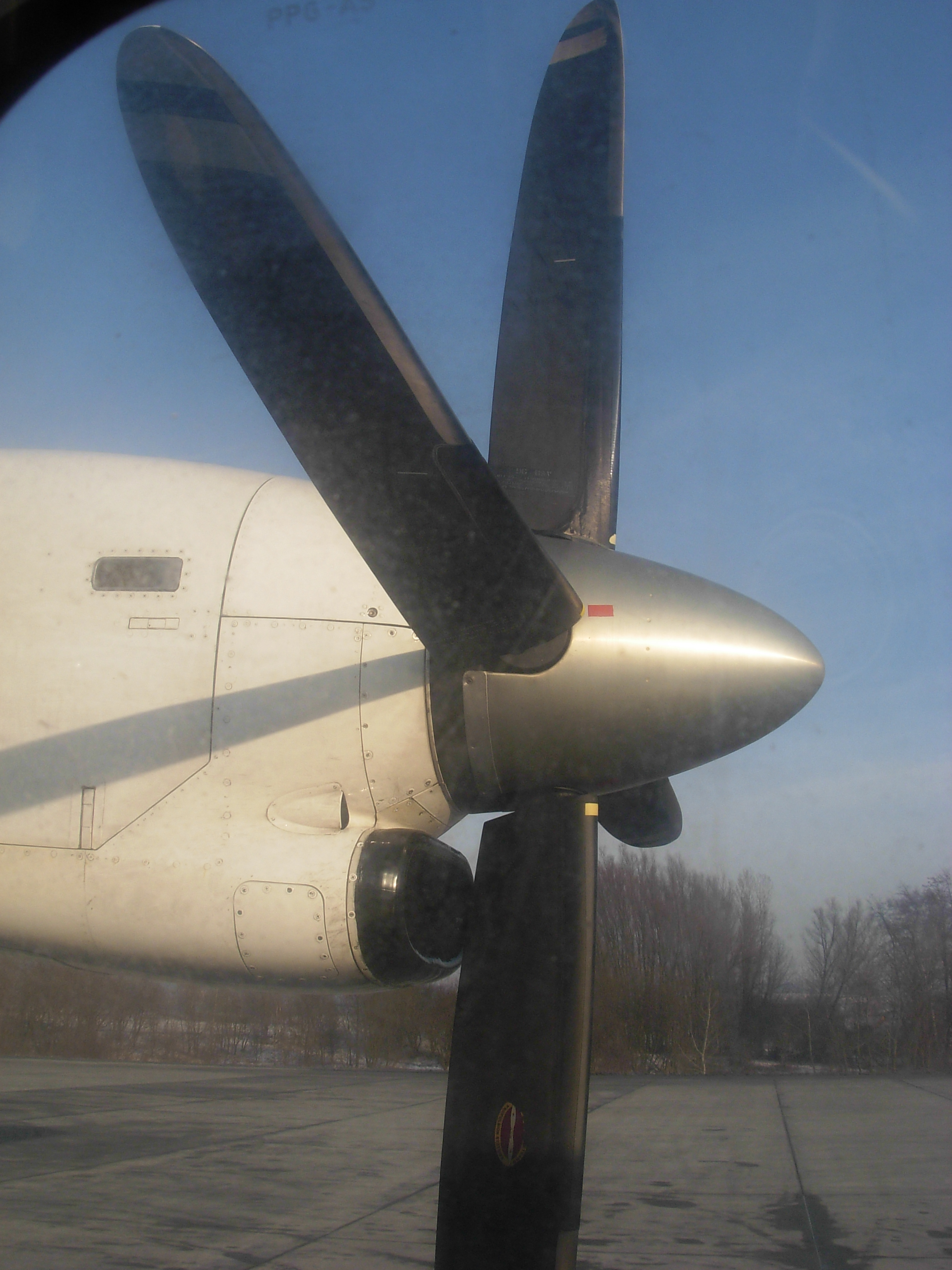
Турбогвинтовий двигун літака ATR 72

Турбогвинтовий двигун — тип газотурбінного двигуна, в якому основна частина енергії гарячих газів використовується для приводу повітряного гвинта через понижуючу частоту обертання редуктора, і лише невелика частина енергії становить вихлоп реактивної тяги. Наявність понижуючого редуктора обумовлена необхідністю перетворення потужності: турбіна — високообертний агрегат з малим крутним моментом, в той час як для вала повітряного гвинта потрібні відносно малі оберти, але великий крутний момент.
Існують два основні різновиди турбогвинтових двигунів: двохвальні, або з вільною турбіною (зараз найрозповсюдженіші), і одновальні. У першому випадку між газовою турбіною (у цих двигунах її називають газогенератором) і трансмісією не існує механічного зв'язку, і привід здійснюється у газодинамічний спосіб. Повітряний гвинт не знаходиться на спільному валу з турбіною і компресором. Турбін в такому двигуні дві: одна приводить компресор, інша (через понижуючий редуктор) — гвинт. Така конструкція має ряд переваг,зокрема і можливість роботи силового агрегату літака на землі без передачі на повітряний гвинт (в цьому випадку використовуються гальма повітряного гвинта, а працюючий газотурбінний агрегат забезпечує літак електричною потужністю і повітрям високого тиску для бортових систем).
Через зменшення ефективності повітряного гвинта при збільшенні швидкості польоту, турбогвинтові двигуни в основному поширені на відносно малошвидкісних літальних апаратах, таких як літаки місцевих авіаліній і транспортні літаки. Разом з тим, турбогвинтові двигуни на малих швидкостях польоту набагато економічніші, ніж турбореактивні двигуни.
Якщо врахувати, що турбогвинтовий двигун працює тільки на дозвукових швидкостях, а турбореактивні двигуни краще використовувати для отримання дуже великих швидкостей польоту, то можна зробити висновок, що в деякому діапазоні швидкостей комбінування цих двох двигунів є оптимальним рішенням (турбовентиляторний двигун).
Зважаючи на те, що як лопаті вентилятора, так і лопаті гвинта для ефективного функціонування повинні працювати на дозвукових швидкостях, вентилятор у кільцевому обтічнику (який знижує швидкість набігаючого потоку) є більш ефективним на великих швидкостях.

## Історія
Перший у практичному сенсі працюючий ТВД було створено угорським інженером Дьйордем Єндрашиком. Після кількох років роботи над ТВД (і отримання патенту на його конструкцію у 1929 р.) він побудував прототип двигуна потужністю 100 к.с.; перший в світі повномаштабний турбогвинтовий двигун, Jendrassik Cs-1 потужністю 400 к.с., було побудовано і випробувано на підприємстві Ganz Works у Будапешті між 1939 і 1942 р. Двигун не було запущено у виробництво.
Перший німецький турбогвинтовий двигун у середині 30-х років розробив (тодішній професор Технічного університету у Берліні), майбутній голова відділу планерів літаків на «Junkers Flugzeugwerke» Герберт Вагнер. Він сподівався, що той зможе дати бойовому літаку високі ЛТХ.
Роботи по ТВД прискорилися у повоєнні роки. На 18-му зразку реактивного винищувача Gloster Meteor (пізніше отримав позначення Trent-Meteor) замість штатних турбореактивних були встановлені турбогвинтові двигуни Rolls-Royce RB.50 «Trent», і він став першим у світі турбогвинтовим літаком (злетів 20 вересня 1945 року). Ця машина не будувалася серійно і залишилася прототипом.
На основі двигунів моделі Trent, компанія Rolls-Royce розробила модель Dart. Цей двигун встановлювався на перший в світі серійний турбогвинтовий літак Vickers Viscount (перший політ в 1948). Конструкція ТВД Rolls-Royce Dart виявилася досить успішною: з урахуванням модифікацій і удосконалень, він випускався близько 40 років (до 1987 р.) і встановлювався на багато моделей літаків.
Найпотужнішим з коли-небудь створених ТВД був радянський двигун НК-12.
Одним із наймасовіших і тих, що широко використовуються ТВД в даний час[коли?] є сімейство ТВД Pratt & Whitney Canada PT6. Серійний випуск було розпочато у 1963 р. і триває до тепер (2012). Двигун випускається в ряді модифікацій (різної потужності, для літаків і вертольотів) і встановлюється на більш ніж 100 типах літаків різних виробників.